# Osep Maidanjuk
Osep Maidanjuk, född 18 november 1886 i Kamjanets-Podilskyj, Ukraina, död 22 april 1961, var en rysk-svensk målare.
Han var son till statstjänstemannen Olexa Maidanjuk och Nadia Michailewna och gift med Elsa Holmberg. Maidanjuk studerade vid konstakademierna i Kiev och Odessa 1904-1908 och var därefter anställd som lärare vid konstakademien i Lwów och München. När första världskriget bröt ut flyttade han till Sverige. Separat ställde han ut ett 40-tal gånger i Sverige och han medverkade i samlingsutställningar i Bollnäs, Söderhamn och Hudiksvall. Hans konst består av landskapsbilder från sitt hemland och olika delar av Sverige. Maidanjuk är representerad vid museum i Kiew, Wien och Berlin.